# 大村加卜
大村 加卜（おおむら かぼく、生年不詳 - 1705年1月13日〈元禄17年12月18日〉）は、日本の刀工、外科医。新刀前期に越後高田や水戸を中心に活躍した刀工として知られる。本名は大村治部左衛門安秀。

## 来歴
駿河国有渡郡上川原（現・静岡市駿河区上川原）出身とされる。上川原とは加卜の兄に当たる森助右衛門の家が代々庄屋を務めた場所であり、上川原352番地に「鍛刀家大村加卜屋敷址」の石碑が遺る。若くして角田休古より医術を学んだとされているが、刀剣研究家で知られる福永酔剣は著書『日本刀大百科事典』において、加卜が自著『剣刀秘宝』にて外科の名人として褒めた古田休甫の誤聞ではないかと指摘している。後に越後高田藩家老である小栗美作守正矩（おぐり みまさかのかみ まさのり）の推挙を得て藩主である松平光長に御医師として200石、もしくは御外料300石にて召し抱えられた。
また、外科医として活躍する傍ら余技として鍛刀にも興じており、1644年（正保元年）3月から刀を鍛えるようになったとされる。通説では加卜は武州下原鍛冶の刀工から技術を学んだものとされており、初めは義博、義秀と銘を切り、1647年（正保3年）より加卜と銘ずるようになったとされる。なお、加卜の名前について、福永は大森治部左衛門尉号大村加卜と切った刀銘もあることから、「大村加卜」は号のつもりだったとも見ることができる一方、分限帳などでは本名の様に用いられている。このことから、この頃は武士として本姓の「森」に大村の「大」を冠して大森姓を使っていたものと考えられる。なお、後述の水戸藩仕官後には大村加卜（もしくは嘉卜）と名乗っている。加卜は「真之十五枚甲伏作」（しんの じゅうごまい こうぶせ さく）という技法を自得し1644年（正保元年）から使っていると述べていた。
1681年（天和元年）に越後高田藩が瓦解するきっかけとなった越後騒動では、加卜は中立を維持したものの主家が改易されたため浪人となった。なお、伊予松山に配される主君・光長を江戸郊外の六郷大森まで見送った記録があることから元々江戸に居住したようであり、浪人中は鉄砲洲で外科医をする傍ら『剣刀秘宝』の著作に励み、1684年（貞享元年）8月には同書を書き上げたとされている。浪人期間には、加卜の許を訪れた朱舜水より「与大村加卜」という一文を得たという記録も遺る。また、1686年（貞享3年）には渋川流柔術の目録を拝している。
その後、詳細な時期は不明であるが徳川光圀の招きにより水戸藩へ仕官することになり、役職については光圀の侍医や御伽衆とも、進物番（しんもつばん）など諸説遺されている。水戸家の記録の一つである『監察書記案』元禄11年（1698年）12月18日の項に、加卜は老衰によって目がかすみ、耳が遠い上に歩行困難になったことから火事の多い江戸では心配であるから長山月楽の上げ屋敷にいるように、と記されている。しかし、水戸藩の別の記録である『御用留』によれば、翌元禄12年（1699年）正月19日に藩は加卜の願いを聞き入れて永の暇（いとま＝退職）を認めたことから、福永は加卜が水戸へ行くのを嫌がり、暇をもらったのだと思える、と評している。
加卜の最期については、奥州二本松に滞在中、裸で小用を足そうとしたところ加卜の仇（かたき）を狙う男に左手を切り落とされ、加卜も負けじと自身の落ちた左手を右手でつかむと相手の口に押し込んで殺し、遂には自身も落命したという伝説がある。後に加卜の遺骨は、ある行者に回収されて茨城県那珂市にある武田山不動院にて葬られたとされており、その墓が現存する。なお、不動院の本寺にあたる同市の常福寺には加卜に関する記録が遺されていたが、1958年（昭和33年）の火災により失われたとされる。

## 作風
作刀期間は正保元年から貞享頃までと長期に及ぶ一方で、本職が外科医である「慰作」（余暇として作られて作品）であったため作刀は少ない。一説では加卜が生涯のうちに作刀した数は100余振のみであり、現代まで伝わる刀は大変貴重とされる。なお、江戸時代より加卜の作刀は人気であったため、非常に多くの偽物が作られたとされている。

## 主な作品
大村加卜によって製作された刀として、以下のものが確認されている。
- 刀 銘 「越後幕下士大村加卜安秀」（重要刀剣、刀剣ワールド財団収蔵） - 刃長71.1センチメートル、反り2.5センチメートル[7]。

加卜の作風には備前伝と相州伝の2種類があり、どちらも秀逸な出来映えと評されている。本作は相州伝を基調としており、茎（なかご）に切られた「真十五枚甲伏」の添銘は加卜の大部分の作刀に見られ、自身が考案したその名の手法で作られたことを示す。また、添銘には「予鍛冶非」（予は鍛冶に非ず）ともあることから、あくまで刀工ではなく外科医を自負したものと推察できる。なお、本作には黒石目地鞘打刀拵（くろ いしめじの さや うちかたなの こしらえ）が附けられている。
- 太刀（伝　大村加卜）（茨城県指定文化財、個人収蔵） 1962年（昭和37年）8月27日指定、銘は貞享2年（1685年）[11]。

加卜は1685年（貞享2年）に徳川光圀の命によって、現在の常陸太田市に所在する鏡徳寺にて刀2振を作刀したとされている。本作は豪壮な体裁に加えて地鉄（じがね）や刃文の出来が優れており、刀身に付属する白鞘（しろざや）には、光圀の命により造られたことや試し切りが6度に及んだことなどの由緒が記されている。
- 刀 銘 「越後幕下士大村加卜作之（金象嵌）『大堰川』真十五枚甲伏造」（個人蔵）

藤枝市郷土博物館・文学館開館30周年記念・第37回特別展（会期：2017年11月3日–12月17日）によって展示された打刀。

## 著書
- 『劔刀秘寳』(『刀剣秘宝』とも) - 国会図書館に書写資料が伝わる[15]。松平秋霜軒の蔵書印がある[注釈 4]。